# 앙런현

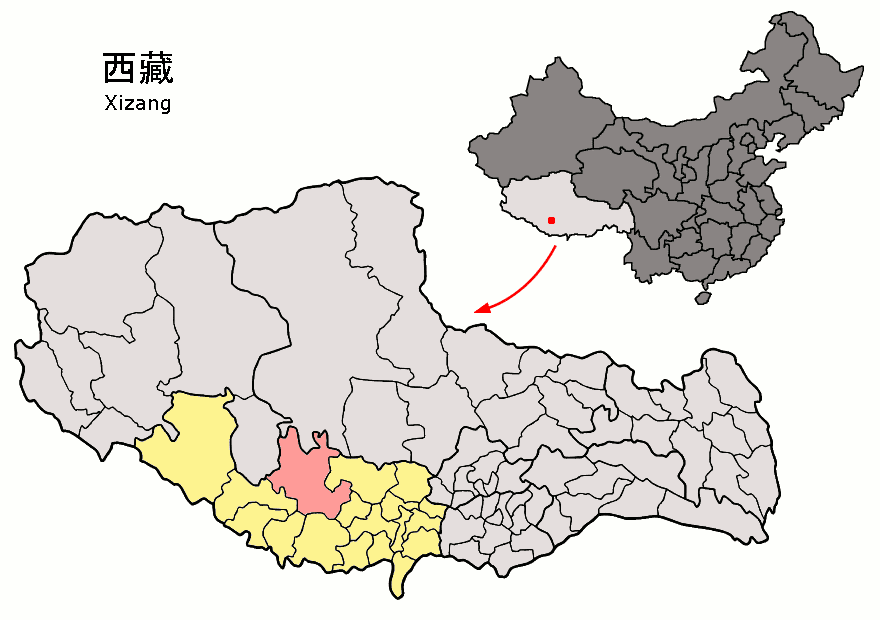
암링 현의 위치

앙런현(티베트어: ངམ་རིང་རྫོང་ 암링 종, 중국어: 昂仁县, 병음: Ángrén Xiàn)은 티베트 자치구 르카쩌 지구의 현급 행정구역이다. 넓이는 27600km2이고, 인구는 2007년 기준으로 50,000명이다.

## 지리
해발고도는 3800~5500m이다. 연평균 기온은 2℃, 연평균 강수량은 220mm, 무상일수는 60일이다.

## 행정 구역
2개 진, 15개 향을 관할한다.
- 진: 卡嘎镇, 桑桑镇.
- 향: 切热乡, 秋窝乡, 达居乡, 亚木乡, 贡久布乡, 达若乡, 措迈乡, 尼果乡, 孔隆乡, 如沙乡, 阿木雄乡, 查孜乡, 日吾其乡, 多白乡, 雄巴乡.